# 黄牛铺镇
黄牛铺镇，是中华人民共和国陕西省宝鸡市凤县下辖的一个乡镇级行政单位。

## 行政区划
黄牛铺镇下辖以下地区：
黄牛铺村、东河桥村、周家庄村、堆子村、石尧铺村、长滩坝村、北星村和三岔河村。